# محمدرضا نقدی
محمدرضا نقدی (زادهٔ فروردین ۱۳۴۰ در تهران) سرتیپ سپاه پاسداران انقلاب اسلامی است که هم‌اکنون به‌عنوان معاون هماهنگ‌کننده این نهاد، فعالیت می‌کند.
وی در سال ۱۳۶۱ به سپاه پاسداران پیوست و در طول جنگ ایران و عراق از اعضای این نهاد بود و از ۱۳۶۵ تا ۱۳۶۸ به‌عنوان فرمانده لشکر ۹ بدر فعالیت می‌کرد. او از ۱۳۷۱ تا ۱۳۷۹ ریاست سازمان حفاظت اطلاعات ناجا را برعهده داشت و از ۱۳۷۹ تا ۱۳۸۸ معاون آماد، پشتیبانی و تحقیقات صنعتی ستاد کل نیروهای مسلح بود. نقدی در فاصله سالهای ۱۳۸۸ تا ۱۳۹۵ بعنوان رئیس سازمان بسیج فعالیت می‌کرد و از ۱۳۹۵ تا ۱۳۹۸ نیز معاون فرهنگی و اجتماعی فرمانده کل سپاه بود.
محمّدرضا نقدی در سرکوب اعتراضات دانشجویی در تیرماه ۱۳۷۸ شرکت فعال داشت. دی‌ماه ۱۳۹۸ وزارت خزانه داری آمریکا محمدرضا نقدی را به دلیل پیشبرد اهداف بی‌ثبات‌کننده جمهوری اسلامی در منطقه و جهان در فهرست تحریم‌ها قرار داد. در ۱۳۹۰ شورای امنیت سازمان ملل نیز نقدی را به دلیل نقض حقوق بشر در فهرست تحریم‌های خود قرار داد. ۱۳ آوریل ۲۰۱۱ اتحادیه اروپا وی را به دلیل نقشی که در نقض گسترده و شدید حقوق شهروندان ایرانی داشته، تحریم کرد.

## زندگی‌نامه
محمدرضا نقدی در فروردین ماهِ سالِ ۱۳۴۰ در تهران زاده شد و تحصیلات ابتدایی و متوسطه را در دبستان و دبیرستان اسلامی قدس پشت سر گذاشت. او در سال ۱۳۵۶ در سن ۱۶ سالگی موفق به اخذ دیپلم شد و بعد از انقلاب ۵۷ و پس از ورود به دانشگاه گیلان انجمن اسلامی این دانشگاه را تأسیس کرد. وی پس از وقوع انقلاب و در خرداد ۱۳۵۸ پس از صدور فرمان روح‌الله خمینی برای تشکیل جهاد، در تشکیل جهاد سازندگی استان گیلان مشارکت داشت.
نقدی در سال ۱۳۶۱ وارد سپاه پاسداران شد، سپس به عضویت تیپ ۹ بدر درآمد و به سرعت معاون اطلاعات و عملیات لشکر بدر شد. او تا سال ۱۳۶۴ در لشکر ۹ بدر بود، اما از این سال به سپاه لبنان منتقل شد و جزو نیروی قدس سپاه گردید. نقدی پس از این دوران به غرب کشور رفت و به عنوان معاون اطلاعاتی سپاه غرب کشور منصوب شد. از جمله اقدامات وی در این دوره بنیانگذاری قرارگاه حمزه سیدالشهداء در شمال غرب کشور بود که پس از مدتی خود او مسئولیت اطلاعات این قرارگاه را برعهده گرفت. وی در سال ۱۳۶۳ و بدنبال تشکیل وزارت اطلاعات و انتقال امور اطلاعاتی کشور به آن وزارت، از فعالیت‌های اطلاعاتی کناره گرفت و قرارگاه جنگ‌های نامنظم غرب و شمال‌غرب کشور را بنیان نهاد و در اسفندماه ۱۳۶۵، به دنبال درگذشت اسماعیل دقایقی، با نام مستعار شمس، به فرماندهی لشکر بدر منصوب شد.
پس از پایان جنگ وی به دانشگاه فرماندهی و ستاد ارتش رفت و دوره دافوس را در این دانشگاه سپری نمود. ۱۱ اسفند ۱۳۷۱ وی به سمت فرمانده حفاظت اطلاعات نیروی انتظامی منصوب شد و ۸ سال در این سمت باقی می‌ماند، تا اینکه در ۲۷ شهریور ۱۳۷۹ به سمت معاون آماد، پشتیبانی و تحقیقات صنعتی ستاد کل نیروهای مسلح منصوب شد. نقدی در سال ۱۳۸۲ با حفظ سمت به ریاست ستاد پدافند غیرعامل کشور منصوب شد و با روی کار آمدن دولت نهم و درخواست محمود احمدی‌نژاد، وی ریاست ستاد مبارزه با قاچاق کالا و ارز را نیز برعهده گرفت. در سال ۱۳۸۸ نقدی بار دیگر به سپاه پاسداران بازگشت و ۱۲ مهرماه همان سال نیز به سمت رئیس سازمان بسیج منصوب گردید و ۷ سال در این جایگاه فعالیت نمود، تا اینکه در سال ۱۳۹۵ به عنوان معاون فرهنگی فرمانده کل سپاه منصوب شد.

## اتهامات و محکومیت‌ها
از کسانی بود که به همراه محمدباقر ذوالقدر و حسین نجات، طرح سرکوب دانشجویان و حتی عزل محمد خاتمی رئیس‌جمهور وقت را داشتند. همچنین از وی به عنوان ناقض حقوق بشر، نام برده شده است.

### شکنجه شهرداران
بلافاصله پس از رویداد دوم خرداد و پیروزی اصلاح طلبان اخباری از بازداشت و دستگیری گسترده شهرداران تهران و نهایتاً خود غلامحسین کرباسچی منتشر شد. دستگیری و بازجویی از این افراد توسط حفاظت اطلاعات نیروی انتظامی به فرماندهی نقدی انجام می‌گرفت. وی چندی بعد در دادگاه نظامی به اتهام لغو دستور ورود غیرمجاز در پرونده شهرداری تهران و نیز افترا به ۸ ماه حبس محکوم شد اما در دیوان عالی کشور حکم نقض شد. نقدی در مصاحبه‌ای با روزنامه شرق در آذر ۱۳۹۵ دربارهٔ پرونده فساد شهرداری و اتهام شکنجه شهرداران تهران گفت:
آنچه صورت گرفته اسم رسانه‌ای آن شکنجه بود ولی واقعیتی که من را به خاطر آن محاکمه کردند این بود که چرا تو به شهردار آن وقت گفتی دزد. من گفتم ایشان [کرباسچی] در دادگاه به اختلاس محکوم شده، از لغت‌نامه «دهخدا» و «معین»، درآوردم که اینجا نوشته اختلاس، دزدی از منابع دولتی است. من درخواست ماده ۱۸ کردم و ارجاع شد به دیوان عالی کشور و آنجا نقض شد. اما نقض‌شدن حکم جایی اعلام نشد و من حبس نرفتم.

#### حمله به کوی دانشگاه
از اتهامی که اصلاح‌طلبان به نقدی می‌زنند این است که در حمله به کوی دانشگاه تهران (۱۸ تیر ۱۳۷۸) و دیگر مسائل دانشجویی او از کسانی بوده که به همراه محمدباقر ذوالقدر و نجات و دیگران طرح سرکوب دانشجویان و حتی عزل محمد خاتمی رئیس‌جمهور وقت را داشتند. نقدی در مصاحبه آذر ۱۳۹۵ با روزنامه شرق تأکید کرد که نقشی در پرونده کوی دانشگاه نداشته و طرح این اتهام و موارد مشابه به دلیل ورود وی به پرونده محاکمه شهرداری تهران بوده است، که به قول او «پر از مفاسد اقتصادی و ظلم به حقوق مردم و پایمال‌کردن حق مردم [بود]. نقدی گفته است که
تهمت‌ها به خاطر این بود که ما سراغ لانه زنبور رفتیم و ماجرای فساد پرونده شهرداری تهران باعث شد برای اینکه چهره او را خراب کنند، هر اتفاقی می‌افتاد بگویند نقدی بوده.»

#### ضرب و شتم عبدالله نوری
نقدی از سوی اصلاح طلبان متهم به دست داشتن در ضرب و شتم عبدالله نوری و عطاالله مهاجرانی (دو وزیر خاتمی) در دوران اصلاحات شد. اما او در مصاحبه آذر ۱۳۹۵ با روزنامه شرق، هرگونه دخالت در درگیری نماز جمعه معروف، که در آن عطاالله مهاجرانی و عبدالله نوری، مورد ضرب‌وشتم قرار گرفتند را رد کرد و گفت که آن روز اصلاً نتوانسته به نماز جمعه برود. نقدی در این باره گفت:
بحث کتک‌زدن مهاجرانی در نماز جمعه یک دروغ بزرگ بود. آن روز من در خانه‌مان ۲۴ نفر میهمان داشتم و اصلاً موفق نشدم به نماز جمعه بروم. این همه شاهد داشتم. آن خانمی که در روزنامه‌اش به دروغ این را منتشر کرد، در دادگاه محکوم شده است.

## ستاد مبارزه با قاچاق کالا

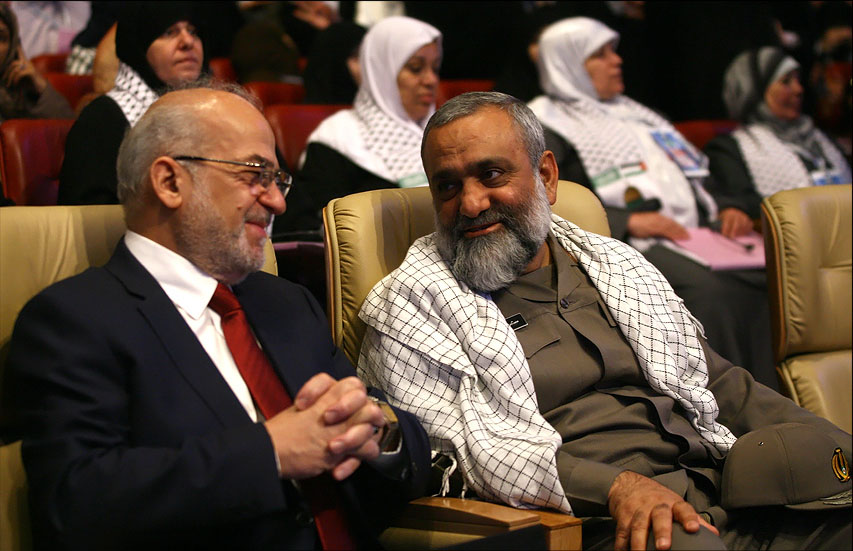
نقدی در کنار ابراهیم جعفری

نقدی در آبان ماه سال ۱۳۸۴ با حکم رئیس‌جمهور وقت؛ محمود احمدی‌نژاد به عنوان معاون رئیس‌جمهور و رئیس ستاد مبارزه با قاچاق کالا و ارز منصوب شد. او از سال‌های جنگ با رحیم مشایی همکار بوده است. اما همکاری وی با دولت احمدی‌نژاد دیری نپایید. افشای پرونده شرکت «بهزیست بنیاد» که متعلق به اطرافیان احمدی‌نژاد بود، پایان همکاری این دو شد و او از سمت خود برکنار شد. این شرکت در قاچاق کالاهای پتروشیمی دست داشت و یکی از نزدیکان احمدی‌نژاد هم در این ارتباط تحت تعقیب قرار گرفت.

## سایر مسئولیت‌ها
نقدی در مهرماه ۱۳۸۸ با حکم سید علی خامنه‌ای؛ رهبر جمهوری اسلامی، به سمت ریاست سازمان بسیج مستضعفین (نیروی مقاومت بسیج) منصوب شد و تا سال ۱۳۹۵ در این جایگاه فعالیت نمود. وی در ۱۷ آذر ۱۳۹۵ به سمت معاونت فرهنگی و اجتماعی سپاه پاسداران انقلاب اسلامی منصوب گردید، سپس در تاریخ ۲۶ اردیبهشت ۱۳۹۸ با حکم سید علی خامنه‌ای به سمت معاون هماهنگ‌کننده سپاه پاسداران منصوب شد.

## تحریم

### وزارت خزانه‌داری آمریکا
روز جمعه ۲۰ دی ۱۳۹۸ اداره کنترل دارایی‌های خارجی وزارت خزانه داری آمریکا موسوم به اوفک محمدرضا نقدی و هفت مقام ارشد جمهوری اسلامی را به دلیل پیشبرد اهداف بی‌ثبات‌کننده حکومت در منطقه و جهان در فهرست تحریم‌ها قرار داد.

### تحریم‌های بین‌المللی
شورای امنیت سازمان ملل در سال ۱۳۹۰ محمدرضا نقدی را به دلیل نقض حقوق بشر در فهرست تحریم‌های خود قرار داد.
اتحادیه اروپا طی تصمیم مورخ ۲۳ فروردین ۱۳۹۰ (۱۳ آوریل ۲۰۱۱)، ۳۲ مقام ایرانی از جمله محمدرضا نقدی را به دلیل نقشی که در نقض گسترده و شدید حقوق شهروندان ایرانی داشته‌اند، از ورود به کشورهای این اتحادیه محروم کرد. کلیه دارایی‌های این مقامات نیز در اروپا توقیف شد. بر اساس بیانیهٔ اتحادیهٔ اروپا، نقدی در زمان ریاستش در سازمان بسیج مستضعفین، به‌طور مستقیم و غیرمستقیم در واکنش خشونت‌آمیز به معترضان به نتایج انتخابات در عاشورای سال ۱۳۸۸ که منجر به مرگ یک نفر و دستگیری صدها نفر شد نقش داشته است. او پیش از انتصاب به عنوان فرمانده بسیج، رئیس اطلاعات بسیج بود که در بازجویی از دستگیرشدگان بعد از انتخابات سال ۱۳۸۸ مسئولیت مستقیم داشته است.
پیش‌تر در پنجم اسفندماه ۱۳۸۹، وزارت خزانه‌داری ایالات متحده آمریکا محمدرضا نقدی را به دلیل نقض جدی حقوق بشر تحریم کرده‌بود. در بیانیه وزارت خزانه‌داری ایالات متحده آمریکا آمده است: «محمد رضا نقدی، به عنوان فرمانده نیروی بسیج در حملات خشونت بار بسیج در جریان اعتراضات به نتایج انتخابات ریاست جمهوری ۸۸ در روز عاشورا(۶ دی ۱۳۸۸) نقش داشت. او پیش از این، رئیس واحد اطلاعات بسیج و مسئول بازجوئی از کسانی بود که در جریان اعتراضات پس از انتخابات دستگیر شده بودند. نقدی همچنین سرپرست تیم بازجوئی در بازداشتگاه کهریزک بود که در آنجا دست کم سه تن کشته شدند.»